# Hylophilus olivaceus
Vite-vite-oliváceo ou vite-vite-oliva (Hylophilus olivaceus) é uma espécie de ave da família Vireonidae.
Pode ser encontrada nos seguintes países: Equador e Peru.
Os seus habitats naturais são: regiões subtropicais ou tropicais húmidas de alta altitude.